# استعمار مصر (كتاب)
استعمار مصر (Colonising Egypt) هو كتاب لعالم السياسة البريطاني المولد تيموثي ميتشل، نشر عام 1988، ونشرته دار سينا للنشر عام 1990، ترجمة بشير السباعي وأحمد حسان، وأعادت نشره دار مدارات للأبحاث والنشر عام 2013.

## نبذه
الكتاب عبارة عن دراسة لعملية استعمار بريطانيا لمصر، ويتناول الفترة من الثلث الأخير من القرن التاسع عشر حتى نهاية القرن العشرين. يركز الكتاب على المنهج الاستعماري بصفته منهجاً جديداً للسلطة السياسية وليس مجرد واقع أوروبي، ويشير إلى أن المنهج الاستعماري هو منهج كل سلطة سياسية حديثة، ويحلل الكتاب طبيعة هذا النوع من السلطة.
ولا يتطرق الكتاب إلى السياسة فحسب، بل يتحدث عن صنع الاقتصاد، ويلقي الضوء على كثير من العلوم الاجتماعية والتطبيقية التي نشأت ضمن السياق الاستعماري، كالإحصاء والهندسة المدنية والإدارة.